# Eirik Markegård
Eirik Markegård (Hemsedal, 13 febbraio 1984) è un ex calciatore norvegese, di ruolo attaccante.

## Carriera

### Club
Markegård iniziò la carriera professionistica con la maglia dello Stabæk. Esordì nella Tippeligaen il 20 ottobre 2002, quando sostituì Marel Baldvinsson nel successo per quattro a due sul Molde. Il 20 maggio 2004 segnò la prima rete nella massima divisione norvegese, nel successo per due a uno sul Brann. Il 12 agosto dello stesso anno, giocò e segnò nel secondo turno preliminare della Coppa UEFA 2004-2005, vinto per tre a uno sullo Haka.
Nel 2006, fu ceduto in prestito allo Hønefoss, squadra militante nella Adeccoligaen. Debuttò in data 9 aprile, nel pareggio per due a due in casa del Manglerud Star. Il 23 aprile siglò la prima rete, nel tre a tre contro il Bryne.
Tornò poi allo Stabæk e, dopo aver giocato le ultime 4 partite di campionato con questa maglia, fu ceduto a titolo definitivo al Sandefjord. Il primo match con questa casacca fu datato 6 aprile 2008 e si concluse con una sconfitta per due a uno in casa dell'Odd Grenland. Il 16 maggio arrivò il primo gol: fu sua infatti la marcatura che permise il successo per due a uno del Sandefjord sullo Alta.
L'anno seguente, fu ceduto in prestito al Tønsberg: segnò 23 reti in 26 partite di campionato. Nel 2010 passò a titolo definitivo al Follo. Esordì il 5 aprile dello stesso anno, nel pareggio a reti inviolate contro il Bryne. Il 2 maggio realizzò il primo gol, nella sconfitta casalinga per tre a uno contro il Sandnes Ulf. Contribuì a portare il Follo nella finale della Coppa di Norvegia 2010, vinta però dallo Strømsgodset per due a zero.
L'11 febbraio 2011 si trasferì proprio allo Strømsgodset, a titolo definitivo. Esordì in squadra il 20 marzo, sostituendo Muhamed Keita nel successo per 2-1 sul Sogndal. Il 31 marzo 2012, tornò al Follo.
Il 6 agosto 2013, fu ingaggiato dal Bærum. Nel 2014 passò allo Jardar.